# Eckart Roloff
Eckart Klaus Roloff (* 1944) ist ein deutscher Journalist, Medienforscher und Buchautor.

## Leben
Eckart Roloff ist der jüngste der vier Söhne des Arztes und Tuberkuloseforschers Wilhelm Roloff und dessen Frau Ingeborg. Er wuchs in Bayern auf: im Allgäu, in Donaustauf bei Regensburg, Lochham bei München und Bad Wiessee. Als Gymnasiast erhielt er mit seiner Klasse 1964 für eine Schülerarbeit über die politischen Beziehungen zwischen Frankreich und Rotchina den 1. Preis bei einem Wettbewerb des Bayerischen Landtags für Klassen an Gymnasien. Nach dem Abitur am Gymnasium Tegernsee studierte er, unterbrochen durch den 18-monatigen Zivildienst als Hilfspfleger in einem Frankfurter Krankenhaus, Publizistik, Soziologie, Politologie und Germanistik an der  Freien Universität Berlin, der Universität München und der Universität Salzburg. Als Praktikant war er in dieser Zeit an der Redaktion der Tiroler Tageszeitung in Innsbruck und in der Setzerei der Süddeutschen Zeitung in München tätig. 1972 wurde er an der Universität Salzburg mit einer Dissertation über Medizinjournalismus zum Dr. phil. promoviert.
Von 1972 bis 1974 war er Volontär und Redakteur bei der Tageszeitung Main-Echo in Aschaffenburg, danach Mitglied der Studiengruppe „Wissenschaft und Journalismus“ am Zentrum für interdisziplinäre Forschung (ZiF) der Universität Bielefeld. Nach 1974 hatte er Lehraufträge an Publizistik-Instituten und Journalistenschulen in Münster, Duisburg, Hagen, Bonn, Bochum, Eichstätt und Köln. Von 1975 bis 1988 war Roloff Referent im Bonner Bundespresseamt mit dem Aufgabenbereich Presseauswertung für Bundeskanzler und Regierungssprecher, Medienforschung. Von 1988 bis Ende 2007 leitete er beim Rheinischen Merkur das Wissenschaftsressort und die Leserbriefredaktion; dort war er auch 14 Jahre lang Vorsitzender des Betriebsrates. Von 1987 bis 1996 gehörte er zum Beirat der evangelischen Medienzeitschrift „medium“.
Gemeinsam mit seinen drei Brüdern Dieter, Volker und Gösta stiftete er 1996 zur Erinnerung an seinen Vater und seine Mutter den Wilhelm und Ingeborg Roloff-Preis der Deutschen Lungenstiftung, mit dem alle zwei Jahre hervorragende journalistische Beiträge zur Lungenheilkunde ausgezeichnet wurden. Der Preis wurde 2019 zum letzten Mal verliehen; bis dahin hatten ihn 50 Journalistinnen und Journalisten bekommen.

## Wirken
Am Salzburger Publizistik-Institut arbeitete Roloff unter Günter Kieslich an Projekten zur Bonner Bundespressekonferenz, zur Ausbildung von Journalisten in Deutschland und zur Struktur der österreichischen Tagespresse mit. Seine Dissertation Die Berichterstattung über Herztransplantationen in der westdeutschen Presse. Eine aussagenanalytische Fallstudie zu Phänomenen des Medizinjournalismus war 1972 die für den deutschsprachigen Raum erste empirische Studie zum Medizinjournalismus. Gemeinsam mit Walter Hömberg und Manfred Hellmann erarbeitete Roloff danach am Zentrum für interdisziplinäre Forschung in Bielefeld die erste große Studie zur Lage des deutschen Wissenschaftsjournalismus.
1982 lebte er fünf Monate in Norwegen. Dort begann er als erster Ausländer die Geschichte und Struktur des dortigen Presse-, Rundfunk- und Buchmarktes zu erforschen; seitdem hat er dazu rund 100 Beiträge in Publikums- und Fachmedien veröffentlicht. Er schrieb auch über die Medienlandschaft der samischen Minderheit in Norwegen und über die Rolle der deutschen Landeskunde im norwegischen Unterricht. 1982 war Roloff Mitbegründer der Deutsch-Norwegischen Gesellschaft. Von 1988 bis 1990 war er deren 1. Vorsitzender und ist seit 2022 Ehrenmitglied.
Roloff befasst sich vor allem mit dem Wissenschaftsjournalismus, den journalistischen Darstellungsformen, der Mediensprache sowie mit Medien-, Medizin- und Technikgeschichte. Er gilt auch als ein Mitbegründer des Begriffs Marginalistik, der Wissenschaftssatire – wie etwa den Sprachen und Dialekten des Essbestecks – bezeichnet. Zu diesen Themen erschienen zwischen 2000 und 2023 insgesamt 4 Aufsatzsammlungen unter Roloffs Mitherausgeberschaft (zusammen mit Walter Hömberg) als Jahrbuch der Marginalistik beim LIT Verlag.
Die überarbeitete Fassung seiner Dissertation in Medizinjournalismus erschien 2013 beim Nomos Verlag. Gemeinsam mit der Wissenschaftsjournalistin Karin Henke-Wendt schrieb Roloff zwei Bücher (erschienen 2015 und 2018 beim Hirzel Verlag) zu den deutschen Museen für Medizin und Pharmazie und zu Medizin-, Pflege- und Pharmaskandalen in Deutschland. Für das Buch Göttliche Geistesblitze (Wiley-VCH Verlag 2010) befasste sich Roloff mit Theologen, die als Erfinder und Entdecker tätig wurden. Angeregt durch Roloffs Publikationen und Vorträge zu diesem Thema beschloss der Rat der Stadt Querfurt 2014, in der Querfurter Altstadt eine Gasse nach Jakob Christian Schäffer zu benennen. Außerdem gab die Lüftelberger Dorfgemeinschaft eine Bronzeskulptur zu Johann Adam Schall von Bell in Auftrag, die der Quedlinburger Künstler Jochen Müller gestaltete. Sie wurde am 14. September 2014 in der Petrusstraße in Lüftelberg, einem Stadtteil von Meckenheim, enthüllt. Am 3. Juni 2018 wurde an der Querfurter St. Lamperti-Kirche das bundesweit erste Denkmal zu Jacob Christian Schäffer enthüllt, von Jochen Müller auf Roloffs Anregung gestaltet.
Als Journalist schreibt er unter anderem für nd und Frankfurter Rundschau.

## Auszeichnungen
- 1994: Theodor-Wolff-Preis des Bundesverbandes Deutscher Zeitungs-Verleger für die Berichterstattung zu zahlreichen tödlichen Infektionen durch HIV-kontaminierte Blutprodukte (sog. Bluter-Skandal)[26]
- 1999: Lilly Schizophrenia Reintegration Award der Eli Lilly and Company für das journalistische Engagement gegen die Stigmatisierung Schizophrener[27]

## Veröffentlichungen (Auswahl)
- mit Wolfgang Vyslozil, Heinz Pürer: Die Struktur der österreichischen Tagespresse 1971. Niederösterreichisches Pressehaus, St. Pölten 1973.
- Journalistische Textgattungen. Oldenbourg, München 1982, ISBN 3-486-85141-1.
- (Hrsg.): Journalisten-Werkstatt. Schreibprozesse – zehn Beispiele aus der Praxis. Sauerländer, Aarau / Frankfurt am Main 1990, ISBN 3-7941-3218-1.
- Göttliche Geistesblitze. Pfarrer und Priester als Erfinder und Entdecker. Wiley-VCH, Weinheim 2010. 2. aktualisierte Auflage 2012, ISBN 978-3-527-32864-2.
- Die publizistische Entdeckung des Patienten. Eine Presseanalyse zum Medizinjournalismus und zu den ersten Herztransplantationen. Nomos, Baden-Baden 2013, ISBN 978-3-8487-0731-7 (leicht bearbeitete Fassung der Dissertation mit einem ausführlichen Vorwort von Beatrice Dernbach und einem Nachwort des Autors von 2013).
- mit Karin Henke-Wendt: Besuchen Sie Ihren Arzt oder Apotheker. Eine Tour durch Deutschlands Museen für Medizin und Pharmazie. Hirzel, Stuttgart.

Band 1: Norddeutschland. 2015, ISBN 978-3-7776-2510-2.
Band 2: Süddeutschland. 2015, ISBN 978-3-7776-2511-9.
- mit Karin Henke-Wendt: Geschädigt statt geheilt. Große deutsche Medizin- und Pharmaskandale. Hirzel, Stuttgart 2018, ISBN 978-3-7776-2763-2.

Übersetzung
- Harald L. Tveterås: Geschichte des Buchhandels in Norwegen. Aus dem Norwegischen übersetzt von Eckart Klaus Roloff. Harrassowitz, Wiesbaden 1992, ISBN 3-447-03172-7.